# Bauhinia menispermacea
Bauhinia menispermacea är en ärtväxtart som beskrevs av François Gagnepain. Bauhinia menispermacea ingår i släktet Bauhinia och familjen ärtväxter. Inga underarter finns listade i Catalogue of Life.